# Wolf Huber

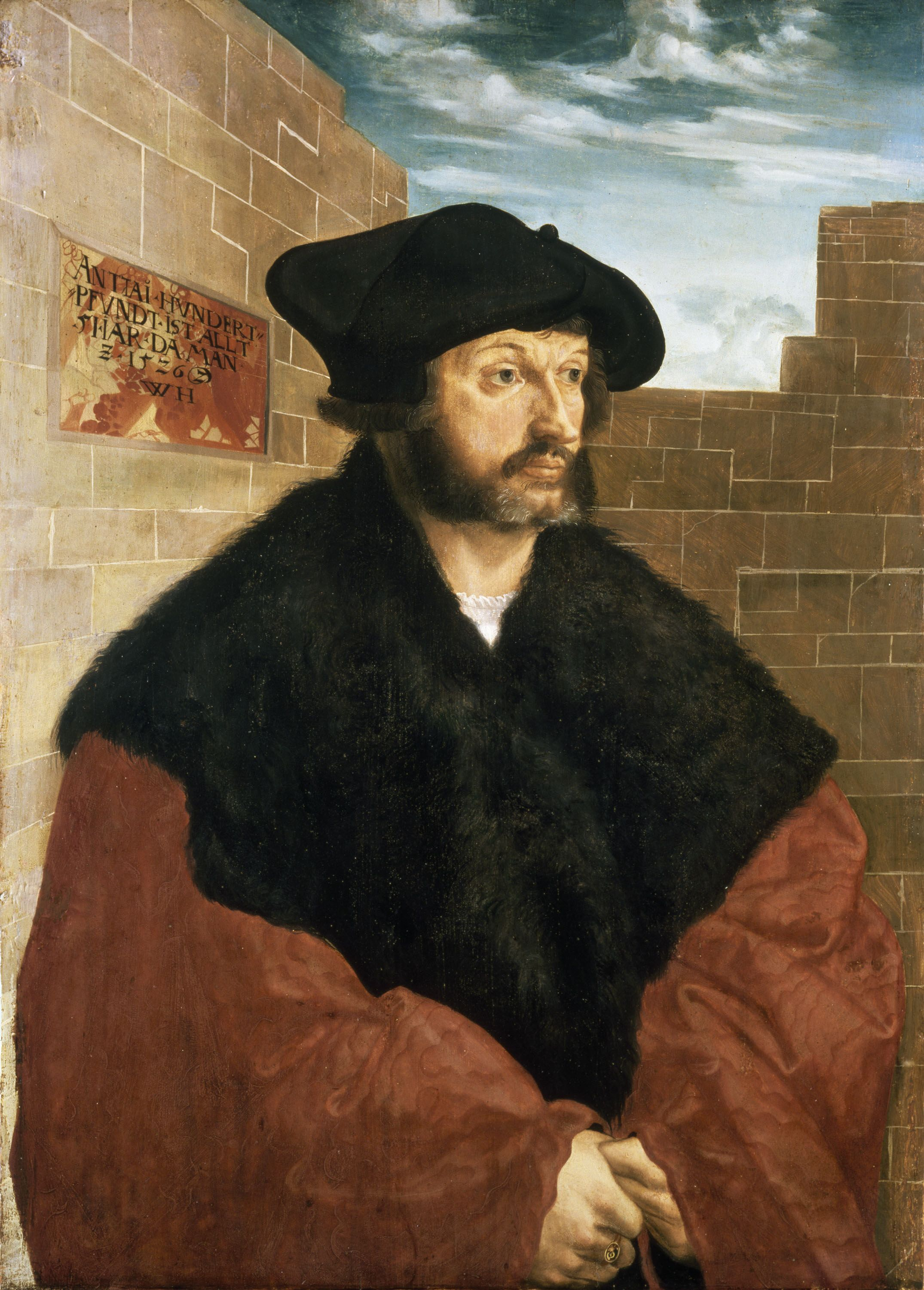
Portret Antona Hundertpfundta (1526)

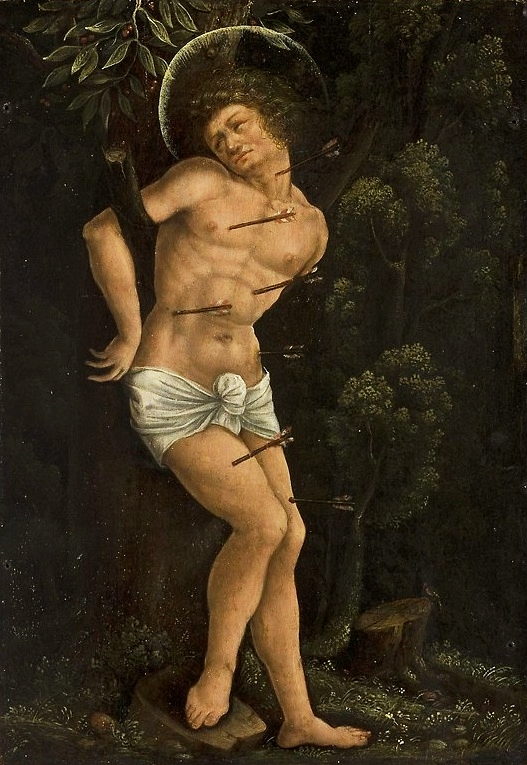
Św. Sebastian

Wolf lub Wolfgang Huber (ur. ok. 1485 w Feldkirch, zm. 3 czerwca 1553 w Pasawie) – niemiecki malarz i rysownik okresu renesansu; przedstawiciel szkoły naddunajskiej.

## Życiorys
Prawdopodobnie był uczniem mistrza Hansa Hubera w Feldkirch, którego był synem lub bratankiem. Ok. 1505 odbył wędrówkę artystyczną do Innsbrucku, Salzburga i Augsburgu. W Salzburgu prawdopodobnie pracował w warsztacie Jörga Kölderera. Pomiędzy 1529 a 1531 podróżował do Linzu, Wiednia oraz po dolinie Wachau. Ok. 1510 przybył do Pasawy, gdzie został malarzem nadwornym administratorów biskupstwa pasawskiego – księcia Ernsta von Bayern, a od 1542 – hrabiego bpa Wolfganga von Salm. W 1539 otrzymał obywatelstwo miasta. Prowadził tam warsztat na dużą skalę. Do jego uczniów należeli m.in. Melchior Feselen (ok. 1495-1538) i Abraham Schöpfer.

## Twórczość
Malował kompozycje ołtarzowe, zwłaszcza o tematyce pasyjnej, oraz portrety. Pozostawił też kilka drzeworytów, liczne studia krajobrazowe rysowane piórkiem oraz trzy znakomite akwarele pejzażowe. Zajmował się również architekturą (nadzorował budowę pałacu w Neuburg). Jego dzieła odznaczają się dużym napięciem dramatycznym i bogatą kolorystyką.

### Dzieła
- Św. Sebastian –  24 × 16,8 cm, Muzeum Narodowe w Warszawie
- Pokłon Trzech Króli –  ok. 1512, 64 × 44 cm, Museo Thyssen-Bornemisza, Madryt
- Pożegnanie Chrystusa z Marią –  1519, 38 × 28 cm, Kunsthistorisches Museum, Wiedeń
- Ołtarz Bractwa Świętej Anny –  1521, Kunsthistorisches Museum, Wiedeń oraz Kościół św. Mikołaja, Feldkirch
- Portret kobiety –  ok. 1524, 33,7 × 22,9 cm, Museu Nacional d’Art de Catalunya, Barcelona
- Opłakiwanie –  1524, 105 × 86 cm, Luwr, Paryż
- Ucieczka do Egiptu –  1525-30, 56,2 × 56,6 cm, Gemäldegalerie, Berlin
- Podniesienie krzyża –  po 1525, 115 × 153 cm, Kunsthistorisches Museum, Wiedeń
- Portret Antona Hundertpfundta –  1526, 68,6 × 47,6 cm, Narodowa Galeria Irlandii, Dublin
- Pojmanie Chrystusa –  ok. 1530, 61 × 67 cm, Stara Pinakoteka, Monachium
- Portret Jacoba Zieglera –  ok. 1540, 58,5 × 44 cm, Kunsthistorisches Museum, Wiedeń
- Alegoria Zbawienia –  po 1543, 154 × 130 cm, Kunsthistorisches Museum, Wiedeń